# Завдання множинного вибору
Завдання множинного вибору або об'єктивна відповідь — це форма об'єктивної оцінки, в якій респондентам пропонується вибрати тільки правильні відповіді з запропонованого переліку. Формат з множинним вибором найчастіше використовується у навчальному тестуванні, дослідженні ринку та на виборах, коли людина вибирає між кількома кандидатами, партіями або політиками.
Хоча Едвард Лі Торндайк розробив перший науковий підхід до тестування студентів, саме його помічник Бенджамін Д. Вуд розробив тест на множинний вибір. Популярність завдань множинного вибору збільшилося в середині 20-го століття, коли були розроблені сканери та машини для обробки даних для перевірки результатів. Крістофер П. Соле створив перший тест, що вирішує завдання множинного вибору для комп'ютерів на апараті Sharp Mz 80 в 1982 році. Він був розроблений для допомоги в інженерії сільського господарства, де латинські назви рослин було важко зрозуміти і писати, і тому було розроблено для допомоги людям з проблемою дислексією.[джерело?] Перший повний іспит був розроблений в школі Сент-Едвардс в Ромсі, Хантс.

## Структура
Елементи множинного вибору складаються з стовбура і декількох альтернативних відповідей, серед яких правильна («ключ») відповідь і один або кілька неправильних («дистрактор») відповідей. Стовбур є початковою частиною елемента, який представляє досліджувальний елемент як проблему, що підлягає вирішенню, запитання респондента або неповну заяву, яка має бути заповнена, а також будь-яку іншу відповідну інформацію. Варіантами є можливі відповіді, з яких випробуваний може вибирати, правильні відповіді називаються ключами, а неправильні відповіді називають дистракторами. Тільки одна відповідь може бути вказана як правильна. Це відрізняється від тесту, який може мати кілька правильних відповідей.
Як правило, правильна відповідь заробляє задану кількість балів на загальну оцінку, а неправильна відповідь нічого не заробляє. Проте, комп'ютерні тести можуть також присуджувати частковий кредит на запитання без відповіді або карати учнів за неправильні відповіді, щоб перешкодити вгадуванню правильної відповіді. Наприклад, комп'ютерні тести SAT видаляють чверть балу з рахунку тестувальників за неправильну відповідь.
Для додаткових елементів, таких як прикладний елемент знань, стовбур може складатися з декількох частин. Стовбур може включати в себе розширений або допоміжний матеріал, такий як сценарій, кейс-аналіз, графік, таблиця або докладний опис, який має кілька елементів до нього. Все може бути включене до тих пір, поки це необхідно для забезпечення максимальної достовірності та автентичності елементу. Стовбур закінчується питанням, що пояснюється тим, як респондент повинен відповісти. У медичній сфері в питаннях з множинним вибором, проблема може бути сформульована в такому вигляді: «Який найбільш вірогідний діагноз?» або «Який з патогенів є найбільш вірогідною причиною?» на прикладі, який раніше був представлений.
Елементи тесту з множинним вибором часто називають «питаннями», але це неправильне визначення, оскільки багато пунктів не формулюються як питання. Наприклад, вони можуть бути представлені як неповні висловлювання, аналогії або математичні рівняння. Таким чином, більш загальний термін «предмет» є більш відповідним означенням. Елементи зберігаються в банку елементів.

## Приклади
Насправді, питання множинного вибору слід задати як «стовбур», з правдоподібними варіантами, наприклад: Якщо a=1 та b=2, скільки буде a+b?
1. 12
2. 3
3. 4
4. 10

Рівняння {\displaystyle 2x+3=4}, потрібно розв'язати відносно x.
1. 4
2. 10
3. 0.5
4. 1.5
5. 8

Місто, відоме як «ІТ-столиця» Індії це
1. Бангалор
2. Мумбай
3. Мехіко
4. Гідерабад

Правильні відповіді B, C та A відповідно.
Добре написане питання з декількома виборами дозволяє уникнути явно неправильних або дурних дистракторів (наприклад, Мехіко в наведеному вище прикладі), так що питання має сенс, коли читається як з кожним з дистракторів, так і з правильною відповіддю.

Більш складним і добре написаним питанням множинного вибору буде такий: Розгляньте наступне: 
1. Дошка для шахів розміром вісім на вісім
2. Дошка для шахів розміром вісім на вісім з двома видаленими протилежними кутами
3. Дошка для шахів розміром вісім на вісім з усіма чотирма видаленими кутами

Яка з них може бути викладена доміно з формою 2:1 (щоб не було перекриття або пробілів, і кожне доміно повинно знаходитись на дошці)?
1. Тільки I
2. Тільки II
3. Тільки I та II
4. Тільки I та III
5. I, II, та III

## Переваги
Існує декілька переваг тестів з множинним вибором. Якщо автори статей добре підготовлені і якість гарантовано, це може бути дуже ефективною методикою оцінки. Якщо учні проінструктовані про те, як працює елемент тестування та міфи навколо тестів, вони будуть краще виконувати завдання. На багатьох оцінках, було показано, що надійність поліпшується з більшою кількістю елементів присутніх на тестуванні, і з хорошим відбором зразків і доглядом за конкретною справою, загальна надійність тесту може бути додатково збільшена.
Для тестування задач множинного вибору часто потрібно менше часу для адміністрування певної кількості матеріалу, ніж на тести, що вимагають письмових відповідей.
Питання множинного вибору піддаються розробці об'єктивних оцінювальних предметів, але без підготовки автора питання можуть мати суб'єктивний характер. Оскільки цей стиль тестування не вимагає від вчителя інтерпретувати відповіді, тестувальники оцінюються виключно за їхніми виборами, створюючи меншу ймовірність упередженості вчителів у результатах. Фактори, які не мають відношення до оцінюваного матеріалу (наприклад, почерк і ясність подання), не вступають у гру в оцінці з множинним вибором, і тому кандидат оцінюється виключно на основі їх знань з даної теми. Нарешті, якщо учасники тесту знають про те, як використовувати листи відповідей або онлайн-галочки, їх відповіді можна роз'яснити правильно. В цілому, тести з множинним вибором є найсильнішими предикторами загальної продуктивності студентів у порівнянні з іншими формами оцінювання, такими як участь у класі, екзамени, письмові завдання та симуляційні ігри.

## Недоліки
Найбільш серйозним недоліком є обмежені типи знань, які можна оцінити за допомогою тестів з множинним вибором. Тести з множинним вибором найкраще пристосовані для тестування чітко визначених або низьких навичок. Навички розв'язування проблем і вищого рівня міркувань краще оцінюються за допомогою коротких відповідей і тестів або есе. Проте часто вибирають тести з множинним вибором не через тип оцінюваних знань, а тому, що вони є більш доступними для тестування великої кількості студентів. Особливо це стосується Сполучених Штатів та Індії, де тестування з множинний вибір є кращою формою тестування на високі ставки, і розмір вибірки тестувальників є великим відповідно.
Іншим недоліком тестів з множинним вибором є можлива неоднозначність в інтерпретації досліджуваного предмета. Неможливість інтерпретувати інформацію так, як це запланував виробник тесту може призвести до «неправильної» відповіді, навіть якщо відповідь людини, яка проходить тест є потенційно правильною. Термін «множинне припущення» використовується для опису цього сценарію, оскільки люди, що беруть участь у тестуванні можуть спробувати вгадати, а не визначити правильну відповідь. Тест "Анонімний відгук" дозволяє учаснику тесту зробити відповідь на користь своєї точки зору та потенційно отримати очікуваний результат.
Крім того, навіть якщо студенти мають певні знання з галузі, вони не отримують переваг за знання цієї інформації, якщо вони вибирають неправильну відповідь, а предмет розбивається дихотомічно. Проте, тести анонімного відгуку можуть дозволити випробуваному продемонструвати часткове розуміння предмета і отримати частковий результат. Крім того, якщо буде створено більше запитань щодо конкретної предметної області або тем, та буде запропоновано створити більший досліджуваний зразок, то статистично їхній рівень знань для цієї теми буде більш точно відображений у кількості правильних відповідей і кінцевих результатів.
Іншим недоліком іспитів із множинним вибором є те, що студент, який не в змозі відповісти на конкретне питання, може просто вибрати випадкову відповідь і мати шанс отримати оцінку за нього. Якщо випадково відгадувати відповідь, то, як правило, 25 % шансів отримати правильну відповідь на запитання з чотирьох відповідей. Загальноприйнята практика для студентів, які не мають часу, щоб дати відповіді на всі питання що залишилися, дати випадкові відповіді в надії, що вони отримають принаймні деякі бали за них. Багато іспитів, таких як Австралійський конкурс математики та SAT, мають системи для того, щоб запобігти цьому, в конкретному випадку, роблячи менш корисним вибрати випадкову відповідь, ніж не відповісти взагалі.
Іншою системою заперечення наслідків випадкового вибору є скоринг формули, в якому оцінка пропорційно зменшується на основі кількості неправильних відповідей і кількості можливих варіантів. У цьому методі оцінка зменшується на кількість неправильних відповідей, поділених на середнє число можливих відповідей на всі запитання, w/(c — 1) де w це кількість помилкових відповідей на тесті і c це середня кількість можливих варіантів вибору для всіх питань на тесті. Всі іспити, отримані за допомогою трипараметричної моделі теорії відгуку завдання, також враховують припущення. Це, як правило, не є великою проблемою, більше того, оскільки шанси студента отримувати значні оцінки шляхом вгадування дуже низькі, коли доступні чотири або більше виборів.
Крім того, важливо відзначити, що питання, сформульовані неоднозначно, можуть заплутати учасників тестування. Загальновизнано, що питання множинного вибору дозволяють лише одну відповідь, де одна відповідь може інкапсулювати набір попередніх варіантів. Однак, деякі творці тесту не знають про це і можуть очікувати, що учень вибере кілька відповідей, не отримавши явного дозволу, або надавши опції завершення інкапсуляції.
Критики, філософ і пропагандист освіти Жак Дерріда, сказав, що, хоча попит на дозування і перевірку базових знань є дійсним, є й інші засоби реагувати на цю потребу, ніж вдаватися до шпаргалок.
Незважаючи на те, що інколи цей метод оскаржується, формат залишається популярним завдяки його корисності, надійності та економічності.[джерело?]

## Відповіді, що змінюються
Теорія про те, що студенти повинні довіряти своїм першим інстинктам і залишатися з їхньою початковою відповіддю на тесті з множинним вибором, є міфом, який варто розвіяти. Дослідники виявили, що, хоча деякі люди вважають, що зміна відповідей є поганою, вона, як правило, призводить до вищої оцінки. Дані за двадцятьма окремими дослідженнями показують, що відсоток «правильних на неправильні» змін становить 20,2 %, тоді як відсоток «неправильних на правильні» становить 57,8 %, що майже втричі перевищує попередній показник. Зміна з «правильної на неправильну» може бути більш болючою і запам'ятовується надовго (ефект фон Ресторф), але, мабуть, хороша ідея змінити відповідь після додаткового роздуму, що вказує на кращий вибір. Насправді, перша увага людини до конкретної відповіді цілком може випливати з поверхневої правдоподібності, яку автор тесту навмисно вбудував у дистрактор (або неправильний вибір відповідей). Автори тестових завдань доручені зробити дистрактори правдоподібними, але явно неправильними. Привернення уваги тестувальників до дистрактора часто є реакцією, яка, ймовірно, має бути переглянута у світлі ретельного розгляду кожного вибору відповіді. Деякі дослідники, які беруть участь у тестуванні, можуть мати точні перші враження, щодо конкретного елемента тестування, але це не означає, що всі дослідники повинні довіряти першому інстинкту.

## Автоматизація
Знайти додаткову інформацію щодо автоматизування завдань для множинного вибору можна використовуючи Питально-відповідна система

## Корисні тести на вибір
- ACT
- AIEEE[en] в Індії
- Розширена програма для розміщення[en]
- ASVAB
- Американські змагання з математики[en]
- ARRT тест реєстру для студентів-рентгенологічних технікумів[en]
- Австралійський математичний конкурс[en]
- CFA
- CISSP
- COMLEX[en]
- CLAT[en]
- Процедура іспиту для відбору команди з фізики США[en]
- FE[en]
- Рівень знань GCE[en]
- GRE
- GATE[en]
- Дипломна програма IB[en]
- IIT-JEE[en] в Індії, яка до 2006 року мала стадію високих ставок після початкового етапу скринінгу MCQ
- Індонезійський національний іспит[en]
- LSAT[en]
- MCAT[en]
- MBE[en]Multistate Bar Examination
- NCLEX
- PLAB[en]PLAB для випускників-медиків, які не є членами ЄЕЗ, для практики у Великій Британії
- PSAT[en]
- SAT
- TOEFL
- TOEIC[en]
- USMLE[en]
- NTSE[en]